# Marianna Kazanowska
Marianna Kazanowska (en polonès Marianna Kazanowska) va néixer a la població ucraïnesa de Fraga, prop de Lviv el 27 de març de 1643 i va morir a la ciutat de Lviv el 23 de febrer de 1687. Era una noble polonesa filla de Domènec Alexandre Kazanoswski (1610-1648) i d'Anna Potocka (1615-1690).

## Matrimoni i fills
El 1658, a l'edat de quinze anys, es va casar a Bratslav amb Estanislau Joan Jablonowski (1634-1702), fill de Joan Jablonowski (1600-1647) i d'Anna Ostrorog (1610-1648). Fruit d'aquest matrimoni nasqueren:
- Jadwiga Teresa (1659-1692)
- Anna (1660-1727), casada amb Rafaeł Leszczyński (1650-1703).
- Estanislau Carol, (1662-1702)
- Boguslau, nascut el 1664
- Joan Estanislau (1669-1731)
- Alexandre Joan, (1670-1723), casat amb Teofilia Sieniawska